# Naaman Roosevelt
Pour les articles homonymes, voir Naaman (homonymie) et Roosevelt.
(en) Statistiques sur pro-football-reference
Naaman Roosevelt (né le 24 décembre 1987 à Buffalo) est un joueur américain de football américain et de football canadien qui évolue actuellement avec les Alouettes de Montréal au poste de receveur éloigné.

## Enfance
Roosevelt étudie à la St. Joseph's Collegiate Institute de Buffalo où il joue dans l'équipe de football américain de l'école comme quarterback.

## Carrière

### Université
Il est la première recrue du nouvel entraîneur des Bulls de Buffalo Turner Gill. Il entre donc à l'université de Buffalo. Lors de ses premiers matchs, il change de poste, adoptant celui de wide receiver. Ensuite, il devient le receveur préféré du quarterback Drew Willy. En 2007, il remporte le titre de champion de la conférence MAC contre les Cardinals de Ball State de Nate Davis. Lors de sa dernière saison université, il reçoit soixante-dix passes pour neuf touchdowns.

### Professionnel
Naaman Roosevelt n'est sélectionné par aucune équipe lors du draft de la NFL de 2010. Le 24 avril 2010, il signe avec les Bills de Buffalo comme agent libre non drafté. Il fait ses premiers pas en NFL. Néanmoins, il n'est pas gardé dans l'effectif pour la saison 2010 et signe avec l'équipe d'entraînement le lendemain.
Le 27 novembre 2010, il est promu en équipe active. Le 16 octobre, il marque son premier touchdown sur passe après un touchdown de soixante yards chez les Giants de New York. Le 31 août 2012, il n'est pas conservé dans l'effectif pour la saison 2012 et quitte l'équipe.
Après avoir été successivement sous contrat avec les Browns de Cleveland, les Lions de Détroit et de nouveau les Bills en 2013 et 2014, sans jouer en match officiel, il signe avec les Roughriders de la Saskatchewan de la Ligue canadienne de football en mars 2015. Il a été le meneur de son équipe pour les réceptions de passe et les verges sur réception en 2016.

## Palmarès
- Troisième équipe de la conférence MAC 2007.
- Équipe de la conférence MAC 2008.
- Nommé « Meilleur joueur de la saison » des Roughriders en 2016[1].
- Nommé sur l'équipe d'étoiles de la division Ouest en 2017[1].